# Змеепоклонство
Змеепоклонство (офиолатрия) — общераспространенный культ, известный во всех частях света, за исключением Австралии. Змей представляется как воплощение злого начала (древний змей), но и в то же время как целительный символ, например у греков — как эмблема Эскулапа.
В гностическом учении офитов под формой змея представлено божественное слово, корень эонов, сил, идей, духов, всего сущего.

## Символизм
В змее видели воплощение божества вообще или некоторых отдельных богов (воды, огня, здоровья, данной местности), или же начала зла.

### Символ исцеления
Как целительный символ, змей встречается в изображениях Эскулапа, а также Афины, как богини-исцелительницы. Как символ силы произрастания, змей изображался на жезле Гермеса. В украинском народе, как и у многих других, сохранялись поверья о целительной силе змей (см. Сумцов, «Культурные переживания», Киев, 1890, и в «Киевской Старине» 1889 № 3).

## Культ
Культ змей найден был при открытии Америки у мексиканцев, перуанцев и северо-американских индейцев. До сих пор встречается в Ост-Индии, где местами, в известные праздники, ставится корм бесчисленным очковым змеям. Представителями этого культа являются заклинатели змей. Встречается и в Западной Африке. Зулусы представляют себе души умерших в образе змей и вообще змею считают символом души.
О культе змея у древних евреев сохранились следы в библейском рассказе о «медном змие» и поклонении ему в пустыне. Позже у евреев и христиан змей становится воплощением низверженного божества, началом зла.
Данный культ остаётся непонятым наукой.